# 50年代

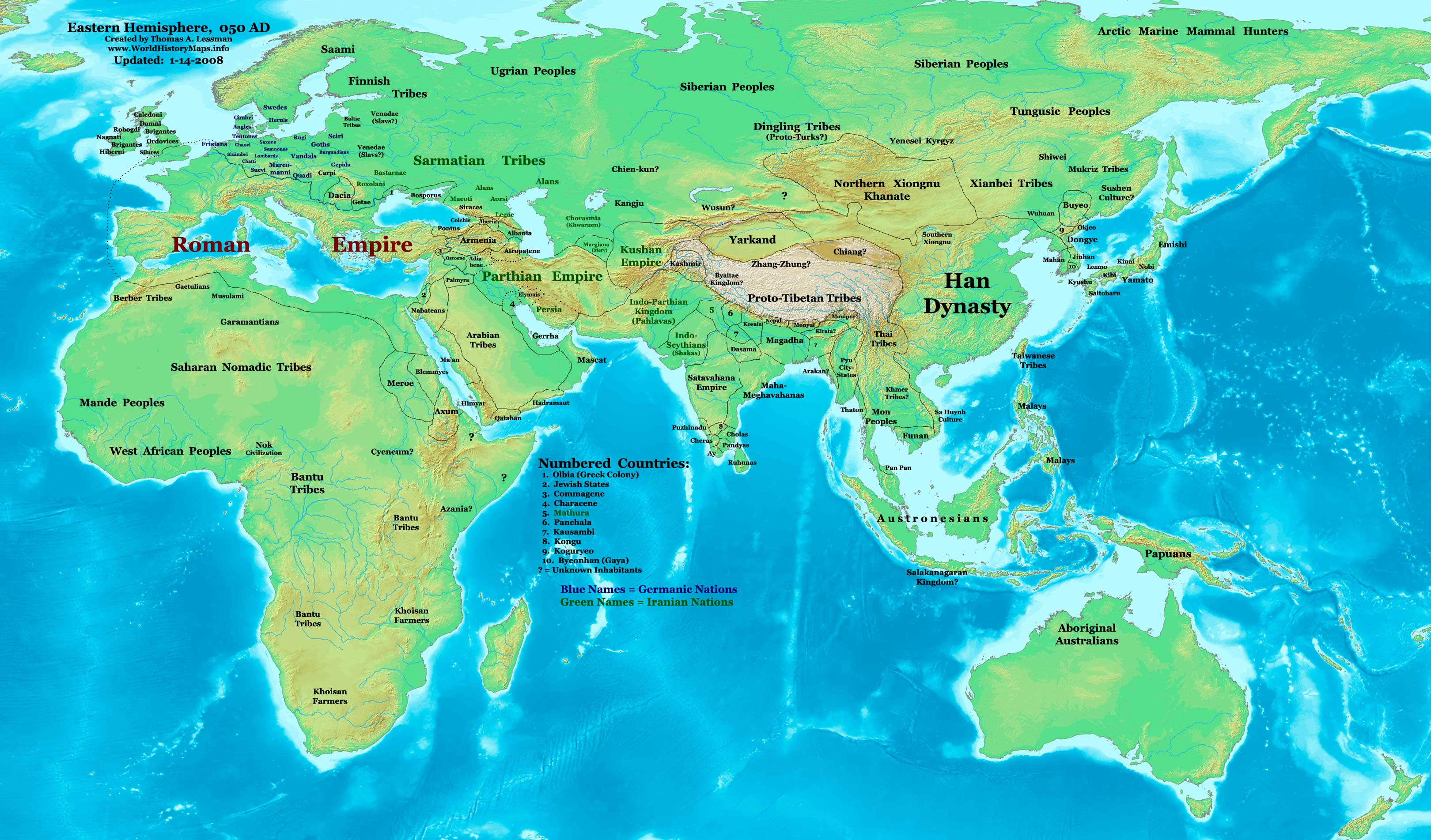
50年代の東半球

50年代（ごじゅうねんだい）は、西暦（ユリウス暦）50年から59年までの10年間を指す十年紀。

## できごと
- ローマ皇帝クラウディウスが暗殺され、ネロが後を継いだ。
- クジュラ・カドフィセスがトハラを統一し、クシャーナ朝を建設した。
- 明帝によって中国に仏教が紹介された。

## 主な人物
- クラウディウス : ローマ皇帝（41年 - 54年）
- 小アグリッピーナ、ローマ帝国クラウディウスの后妃でネロの母后
- ネロ : ローマ皇帝（54年 - 68年）
- クジュラ・カドフィセス : クシャーナ朝皇帝
- パウロ : キリスト教福音伝道者
- 明帝 : 後漢の皇帝